# Odisha Football Club (féminines)
Maillots
La section féminine du Odisha Football Club est un club féminin de football indien fondé en 2022 et basé à Bhubaneswar dans l'état d'Odisha. Il évolue en Indian Women's League.

## Histoire
Le 1er juillet 2022, le jour de la fête de Ratha Yatra, le Odisha FC annonce la création d'une équipe féminine. C'est l'une des seules franchises d'Indian Super League, avec East Bengal, à disposer d'une section féminine. Le premier entraîneur est Crispin Chettri, ancien coach du Sethu FC, vice-champion d'Inde. Le club dispute d'abord le championnat régional, la Odisha Women's League, qu'il doit remporter pour se qualifier pour le championnat d'Inde.
Après avoir remporté le championnat d'Odisha en remportant ses dix matches, le club dispute sa première IWL en 2023. En mai 2023, le club recrute Cynthia dos Santos, qui devient la première Brésilienne à évoluer en Inde, la Ghanéenne Faustina Akpo et l'internationale indienne Bala Devi, pour compléter un effectif emmené notamment par la star locale Pyari Xaxa. Le Odisha FC atteint les quarts de finale du championnat, emmené par l'internationale indienne Bala Devi, et perd aux tirs au but face au Gokulam Kerala, champion en titre et futur vainqueur,. En octobre 2023, l'internationale birmane Win Theingi Tun rejoint le club.
Lors de la saison 2023-2024, alors que les play-offs sont abandonnées, le Odisha FC remporte le championnat pour la première fois, avec deux points d'avance sur les champions en titre du Gokulam Kerala.
Le club se qualifie pour le tour principal de la Ligue des champions asiatique 2024-2025 en éliminant l'Etihad Club. La compétition se complique alors pours les Juggernauts, qui se font étriller 17-0 par les Urawa Red Diamonds avant de perdre leurs deux autres matches face à Ho Chi Minh City et au Taichung Blue Whale. En IWL, Odisha, pourtant champion en titre, termine septième et avant-dernier et est relégué en deuxième division.

## Palmarès
Indian Women's League (1) :
- Champion en 2023-2024

Odisha Women's League (1) :
- Champion en 2022-2023